# 红山 (新加坡)
紅山（英語：Redhill，馬來語：Bukit Merah），指的是位於新加坡中部的一個組屋區，前身為一座山，直至1973年經過重劃，而形成了現時所見的組屋區。后兴建了红山小贩中心。紅山位於中峇魯以西，女皇鎮以東，直落布蘭雅以北，其位置非常接近新加坡的金融區。

## 命名
紅山的命名是根據其馬來語Bukit Merah所翻譯成英語而成。Bukit即「山」，而Merah是指「紅色」。至於其名稱來源，眾說紛紜，不過不少的說法都是與一馬來西亞傳說有關。

## 紅山的傳說
红山最早的记录可以从约翰·特恩布尔·汤姆森的新加坡岛调查地图中找到。1844年和1846年出版的地图《新加坡镇和毗邻地区计划》（两版）将红山描述为位于新加坡城郊区的森林。此外，1943年的锡南托地图显示，红山地区至少有七座小山蔓延到直落布蓝亚分区。
在19世纪，红山的土地被“甘比尔国王”佘有進购买了，以种植甘比尔鉤藤屬。据推测，从1850年代到1880年代，红山及其周边地区可以找到甘比尔和胡椒种植园。由于甘比尔的加工耗尽了树木作为柴火，红山在1880年代后失去了农业价值，成为一块拥有众多山丘、低地和沼泽的土地。
红山市中心和公共汽车交汇处的现址曾经被称为"Beehoon Plain" (米粉厂），因为早在1920年代，福建移民就曾在该地区烘干米粉。该遗址后来用作垃圾场，被昵称为"poon saw pore"，在福建话中翻译为“垃圾山”。
此外，红山也曾有过制作砖块的工厂。战争英雄林謀盛的父亲林路就曾在1920年代在该地区拥有一家砖厂。
亚答屋的村庄是红山最常见的房子。在1955年建造21栋七层政府单位之前，都是亚答屋。到了1960年代，由于人口剧增，一房、二房和三房式的政府组屋迅速涌现。

## 交通
紅山同時有Bukit Merah和Redhill的稱呼，事實上兩字有同一意思。值得一提的是，新加坡地鐵將地鐵站命名為Redhill，而非Bukit Merah。乘坐東西線更可到達附近的中峇魯，以致巴西立和大士。

而紅山巴士轉换站也提供巴士連接鎮内和直落布蘭雅等等。

## 甜品

### The Bakery Chef
开在邻里的本地甜品咖啡座，甜点师傅和老板娘悉心研发出一系列创意又美味的甜品，还定期推出新甜品菜色，如蛋糕、松饼、吐司甜点等。推荐店家现点现做的可颂，具有层次分明的美丽外皮，口感酥脆，咬下时还能吃出奶油的香气。

### Juicy Affairs
非常亲民的邻里小咖啡座，售卖雪糕、蛋糕、咖啡、茶等饮料。来到这里，一定要试试店家自制的意式雪糕，低脂、低糖、不含明胶（gelatins）及鸡蛋，口感清新扎实，绵密顺滑，有多种口味可选择。

### Nyonya Chendol
熟食中心内专售煎蕊（chendol）的甜品摊位，有原味、红豆、XO榴梿，以及玉米浆绿供选择，售价介于$1.50至$2。浓郁的椰香，搭配几许椰糖的甜美，再加上红豆，整体甜度恰到好处，有层次感，甚是美味。

## 外部連結
- 紅山的資料